# Antropologia medyczna
Antropologia medyczna – nauka zajmująca się badaniami społecznych i kulturowych aspektów zdrowia, choroby i medycyny. Uważana jest za subdyscyplinę antropologii kulturowej lub za interdyscyplinę tworzącą pomost między antropologią kulturową i medycyną, a także antropologią kulturową i antropologią fizyczną. Jest silnie związana z socjologią medycyny.

## Definicja zdrowia
Zdrowie najczęściej definiuje się jako normalny stan organizmu wolnego od chorób (pod pojęciem choroby w tym przypadku rozumie się nieprawidłowość lub uszkodzenie fizjologiczne, biochemiczne bądź psychologiczne). Nie ma jednak zgody co do wyznaczników tej normy. Mogą o niej stanowić wartości średnie dla danej populacji, wartości idealne bądź sytuacja „biologicznie korzystna”, czyli taka, w której nie występują odstępstwa od normy o negatywnych skutkach. Według definicji Światowej Organizacji Zdrowia (WHO) z 1946 roku zdrowie to „stan pełnego fizycznego, umysłowego i społecznego dobrostanu, a nie tylko całkowity brak choroby czy niepełnosprawności”. Problem z taką definicją zdrowia polega na subiektywnym i nieweryfikowalnym ujęciu normy (każdy inaczej definiuje swoje dobre samopoczucie fizyczne i psychiczne).

Każda definicja zdrowia jako nieobecności (we własnym odczuciu) schorzenia musi brać pod uwagę fakt, iż sposób postrzegania schorzenia lub jego braku będzie się różnić w zależności od sytuacji.

## Chorowanie jako rola
Talcott Parsons, amerykański socjolog, uznał chorobę za dewiację (odstępstwo od normy) – stan ograniczający lub uniemożliwiający pełnienie przez jednostkę zwykłych, codziennych ról społecznych. Według jego koncepcji, chorowanie jest rolą społeczną, którą wyznacza się „dewiantowi” dotkniętemu schorzeniem, aby mógł jak najszybciej wrócić do pełnienia swoich ról, z których zwalnia go choroba, a porządek społeczny (aktywizm i produktywność) został przywrócony. Zgodnie z teorią Talcotta Parsonsa zdrowie jest optymalną zdolnością do wykonywania zadań i pełnienia ról społecznych, zaś choroba to ograniczenie tej zdolności.
Tak zdefiniowane zdrowie odwołuje się do pojęcia zdrowia funkcjonalnego, a więc stanu pozwalającego na sprawne wykonywanie wszystkich czynności, które się chce lub musi wykonywać, w sposób swobodny i bezbolesny („zdolność do osiągnięcia zamierzonych celów”). Współczesna myśl ekologiczna także określa zdrowie jako „dobre przystosowanie się do środowiska oraz zdolność do udziału w skutecznej interakcji ze światem materialnym i społecznym”.

## Rozwój antropologii medycznej
Już od XVI wieku podróżnicy obserwowali „prymitywne” metody leczenia chorób w celu zweryfikowania, czy niektóre z tych praktyk mogą zostać zaszczepione na gruncie medycyny zachodniej. Za prekursora antropologii medycznej uznaje się Williama Halse Riversa, który postulował badanie „medycyny pierwotnej” (pojmowanej jako „zespół praktyk opartych na pewnych ideach dotyczących przyczyn choroby, które kształtowane są przez ogólny światopogląd członków danego społeczeństwa”) jako instytucji społecznej.
Za datę narodzin nowej subdyscypliny uznać można rok 1932, w którym Forrest Clements opublikował książkę Primitive concepts of disease na temat uniwersaliów kategorii chorobowych. W latach 40. XX wieku Erwin Heinz Ackerknecht, niemiecki lekarz i antropolog urodzony w Szczecinie, opublikował serię artykułów na temat „pierwotnej” medycyny, w których rozróżniał perspektywę emic (podejście badanych) i etic (podejście badacza). Termin „antropologia medyczna” wszedł do użytku w latach 60. XX wieku, po publikacji artykułu Normana A. Scotcha Medical Anthropology, w którym autor podjął próbę zdefiniowania zakresu zainteresowań antropologa medycznego jako naukowca „pracującego w instytucji medycznej albo zajmującego się problemami zdrowia i choroby”.
W 1973 roku Richard W. Lieban do podręcznika Handbook of Social and Cultural Anthropology napisał rozdział Medical Anthropology, w którym zaproponował podział subdyscypliny na cztery pola badawcze, spośród których pierwsze obejmuje ekologię i epidemiologię, drugie etnomedycynę, trzecie medyczne aspekty systemów społecznych, a czwarte medycynę w warunkach zmiany kulturowej.
Od 1977 roku ukazuje się kwartalnik „Medical Anthropology”, a od 1983 w ramach Amerykańskiego Stowarzyszenia Antropologicznego (American Anthropological Association) działa sekcja antropologii medycznej (The Society for Medical Anthropology).

## Terminologia

### Choroba i schorzenie
Ponieważ większość literatury z dziedziny antropologii medycznej powstaje w języku angielskim, podstawowy spór terminologiczny dotyczy angielskiego rozróżnienia między różnymi określeniami choroby: illness, sickness i disease.
Termin illness uznaje się za określenie na subiektywne doświadczanie choroby z perspektywy pacjenta (patient’s perspective). Disease oraz sickness w tym rozróżnieniu pełnią funkcję określającą chorobę w ujęciu biomedycznym – z perspektywy lekarza (the doctor’s perspective). Dla jasności tłumaczy się disease na język polski jako „schorzenie”. Mildred Baxter w publikacji Zdrowie zauważa różnicę w stosowaniu dwóch ostatnich terminów (sickness często zdaje się mieć wydźwięk bardziej pejoratywny niż disease).
Tomasz Rakowski w artykule Antropologia medyczna jako stosowana nauka humanistyczna przedstawił w następujący sposób dwa modele rozumienia choroby (illness i disease):
| Disease Badacz w paradygmacie biomedycyny | Illness Badacz w paradygmacie nauki humanistycznej                                                                                            |
| --- | --- |
| Uwaga skierowana na obiektywne wyniki badania fizykalnego; naukowa racjonalność. | Uwaga skierowana na subiektywne sensy i objawy choroby; podmiotowość pacjenta.                                                                |
| Nacisk na precyzyjne parametry fizyczne i biochemiczne; „prawda” po stronie lekarza. | Uwaga skierowana na sens nadawany życiu i chorobie przez pacjenta; „prawda” także po stronie chorego.                                         |
| Dualizm materii i ducha, ciała i umysłu. | Przekroczenie dualizmu ciało-umysł; ciało jako podmiot.                                                                                       |
| Choroba jako wyodrębniona jednostka. | Choroba jako pochodna i wyraz doświadczeń społecznych.                                                                                        |
| Ciało zredukowane do procesów biologicznych, fizjologicznych, psychicznych itd. | Ciało żywe i bezpośrednio doświadczane wyznacza sposób rozumienia siebie i świata.                                                            |
| Historia pacjenta zredukowana do historii jego choroby, jej epizodów, zaostrzeń, terapii i jej efektów. | Historia choroby jako ważna część biografii pacjenta; przenika wiele innych aspektów jego życia.                                              |
| Historia choroby pacjenta dotyczy przede wszystkim pojedynczego organizmu, przypadku wyizolowanej społecznie jednostki. | Historia choroby i sposób rozumienia choroby dotyczy nie tylko chorego, ale i jego otoczenia; jest pochodną relacji rodzinnych (społecznych). |
| Odgórnie przyjęte sposoby funkcjonowania pacjenta w warunkach szpitalnych, szpital jako usankcjonowany sposób współbycia społecznego; wymóg podporządkowania zachowań cielesnych normom szpitalnym (np. „publiczny” strój typu pidżama). | Pacjent w sytuacji „obnażenia kulturowego”; przesunięcia barier wstydu i poczucia naruszenia niewidocznych granic „ja”.                       |

### Biomedycyna i medycyna niebiomedyczna
W ramach antropologii medycznej przyjęło się nazywać konwencjonalną medycynę zachodnią terminem biomedycyna. Zastąpił on wcześniej używane określenia wartościujące, jak „medycyna nowoczesna” i „naukowa”. Biomedycynę przeciwstawia się medycynie niebiomedycznej, która obejmuje zarówno nurty medycyny tradycyjnej (termin ten, stosowany zamiennie z „etnomedycyną”, zastąpił pierwotne określenie „medycyna prymitywna"), jak relatywnie nowe nurty medycyny alternatywnej (niekonwencjonalnej), na przykład homeopatię.

### Etnomedycyna
Etnomedycyna jest przedmiotem badań etnograficznych poświęconych „tubylczym formom leczenia i klasyfikacji chorób” oraz ich stosunkowi do samej koncepcji choroby i zdrowia. Koncepcje te stanowią zazwyczaj integralną część badanego światopoglądu, stąd za częściowo etnomedyczne uznaje się również publikacje nie należące do nurtu antropologii medycznej, ale poruszające tematykę zdrowotną w ramach szerszego kontekstu, jak książka Edwarda E. Evansa-Pritcharda Czary, wyrocznie i magia u Azande.
Wokół terminu etnomedycyna narosły pewne niejasności semantyczne związane z różnicami w użyciu, zwłaszcza w kręgu antropologów niemieckojęzycznych (nieścisłości wynikały z używania terminu na określenie subdyscypliny zamiast przedmiotu badań). W latach 70. XX wieku Joachim Sterly opublikował szereg artykułów, w których postulował ujednoznacznienie i doprecyzowanie terminu. Wespół z innymi badaczami definiował etnomedycynę jako „interdyscyplinę zajmującą się medycyną nienaukową”.
Według tego podejścia, pojęcie etnomedycyna można rozumieć na trzy sposoby:

1. to, co jest przedmiotem badań – lecznictwo różnych grup etnicznych, przekazywane z pokolenia na pokolenie; z wyłączeniem medycyny akademickiej i innych wysoko rozwiniętych systemów medycznych;
2. dział antropologii medycznej zajmujący się badaniem medycyny tradycyjnej (antropologia medyczna zajmuje się wszystkimi systemami medycznymi, łącznie z medycyną nowoczesną) Jednocześnie stanowi on interdyscyplinarne pole leżące pomiędzy antropologią społeczną i kulturową (czy etnologią) a medycyną i innymi naukami. (...)
3. Etnomedycyna jako pewne krytyczne nastawienie badawcze odwołujące się do wytyczonej przez E. Husserla drogi ukazywania ludzkiego Lebenswelt.

### Etnopsychiatria
Etnopsychiatrię także można traktować jak subdyscyplinę antropologii medycznej, choć wywodzić ją należy z psychiatrii klinicznej. Bada ona lokalne konceptualizacje zaburzeń psychicznych. Jest subdziedziną psychiatrii kulturowej.

### Antropologia medyczna a antropologia medycyny
Rozróżnić należy antropologię medyczną (medical anthropology) i antropologię medycyny (anthropology of medicine). Ta druga zajmuje się krytyczną refleksją nad biomedycyną jako nurtem etnomedycyny.

## Pluralizm medyczny
Pluralizm medyczny polega na współistnieniu więcej niż jednego systemu medycznego w ramach jednego kontekstu, na przykład łączenie leczenia biomedycznego i elementów medycyny alternatywnej.

Oddziaływania systemów medycznych są wzajemne, medycyna nowoczesna powinna adaptować niektóre tradycyjne metody leczenia, bo tylko w ten sposób może efektywnie zaspokajać potrzeby ludności.

## Choroby ludowe
„Choroby ludowe” (ang. folk illness lub culture-bound syndrome) to formy społecznych wyobrażeń doświadczenia choroby. Antropologia medyczna postuluje traktowanie ich jak pełnoprawnej części historii medycyny.
Przykładem choroby ludowej przedstawionym przez Tomasza Rakowskiego jest „uchynięcie” (nazywane także „schynięciem”, „chynięciem”, „gibem”, „gibnięciem”, „przełamniem” lub „przesunięciem”), pochodzące z okolic Szydłowca. Mieszkańcy uznają „uchynięcie” za chorobę wieku dziecięcego, związaną z gwałtowną przemianą, wskutek której na ciele dziecka pojawia się guz. Guz bez odpowiedniej terapii (leczenie polega na wygładzeniu guza poprzez „smarowanie” wykonywane przez „smarowaczkę”) zmienia się w garb.
Amerykańskie Towarzystwo Psychiatryczne w klasyfikacji problemów psychospołecznych i środowiskowych (DSM-IV) za choroby ludowe uznało, między innymi, śmierć wentylatorową (Korea), amok (Malezja) i koro (Chiny).

## Antropologia medyczna w Polsce
W Polsce dziedzina antropologii medycznej nie jest jeszcze silnie rozwinięta.

Zajęcia z tej dziedziny prowadzi się w Instytucie Etnologii i Antropologii Kulturowej UAM i w Instytucie Etnologii i Antropologii Kulturowej Uniwersytetu Warszawskiego.
W 1983 Danuta Penkala-Gawęcka (Uniwersytet im. Adama Mickiewicza w Poznaniu) opublikowała w czasopiśmie „Lud” artykuł pod tytułem Antropologia medyczna i etnomedycyna. Rozwój, stan badań, perspektywy, w których sformułowała szereg propozycji teoretyczno-metodologicznych dla rodzącej się w Polsce antropologii medycznej.